# 峠比呂
峠 比呂（とうげ ひろ、12月5日 - ）は、日本の漫画家、イラストレーター。男性。東京都出身、埼玉県所沢市在住。

## 作品リスト

### 漫画作品

#### 一般向け連載作
- ヴァルキリーコンプレックス ZERO（角川書店『月刊コンプエース』 2009年7月号 - 2009年12月号）
- Candy boy（メディアファクトリー『コミックフラッパー』 2009年12月号 - 2010年11月号）
- Candy boy 〜Young girls fall love!〜（メディアファクトリー『Flapper.mobile』 2009年11月 - 2010年12月）
- まおゆう魔王勇者〜丘の向こうへ〜（秋田書店『チャンピオンRED』 2011年7月号 - 2014年10月号）
- ミニスカ宇宙海賊（朝日新聞出版『ニコニコASAHIコミックファンタジー』 創刊号 - vol.7）
- これだからアニメってやつは!（メディアファクトリー『コミックフラッパー』 2013年6月号 - 2014年10月号）
- 珈琲店タレーランの事件簿（原作：岡崎琢磨、宝島社『このマンガがすごい!WEB』 2015年2月 - 2015年9月）
- 珈琲店タレーランの事件簿 彼女はカフェオレの夢を見る（原作：岡崎琢磨、宝島社『このマンガがすごい!WEB』 2016年2月 - 2016年9月）
- 珈琲店タレーランの事件簿 心を乱すブレンドは（原作：岡崎琢磨、宝島社『このマンガがすごい!WEB』 2016年12月 - 2017年7月）
- 劣等眼の転生魔術師〜虐げられた元勇者は未来の世界を余裕で生き抜く〜（原作：柑橘ゆすら、集英社『水曜日はまったりダッシュエックスコミック』 2018年11月 - 2023年12月）
- 英雄その後のセカンドライフ しかし子供に料理を振る舞うのは楽しいかもな（原作：芝村裕吏]、キャラクター原案：しずまよしのり、KADOKAWA『ヤングドラゴンエイジ』Vo.26[5] - ）

#### 成人向け連載作
- くるり〜さくら舞います〜（晋遊舎『COMICポプリクラブ』 2002年4月号、5月号、7月号、8月号、10月号、12月号、2003年3月号、4月号）
- リボラバ!（オークス『COMIC XO』 2006年7月号、8月号、10月号 - 12月号、2007年3月号、4月号、6月号、8月号、9月号）
- ちょっとだけ未来学園にようこそ（コアマガジン『COMIC 0EX』 Vol.4, 6, 8, 10, 12, 14, 16）

### 書籍

#### 一般向け
- 『もえかつ 萌える就職活動』 2005年10月発売、エムディエヌコーポレーション、ISBN 4-8443-5826-X
- 『ヴァルキリーコンプレックス ZERO』 2009年12月22日発売、角川書店、ISBN 978-4-04715-356-1
- 『Candy boy』 2010年、メディアファクトリー、全2巻
- 『まおゆう魔王勇者〜丘の向こうへ』 2011年 - 2014年、秋田書店、全8巻
- 『ミニスカ宇宙海賊』 2012年12月7日発売、朝日新聞出版、ISBN 978-4-02214-108-8
- 『これだからアニメってやつは! 』 KADOKAWA〈MFコミックス フラッパーシリーズ〉、全2巻
  1. 2013年12月21日発売[6]、ISBN 978-4-04066-150-6
  2. 2014年10月23日発売[7]、ISBN 978-4-04-066876-5
- 『珈琲店タレーランの事件簿』 2015年、宝島社、全2巻
- 『珈琲店タレーランの事件簿 彼女はカフェオレの夢を見る』 2016年、宝島社、全2巻
- 『珈琲店タレーランの事件簿 心を乱すブレンドは』 2017年 - 、宝島社、既刊1巻
- 『劣等眼の転生魔術師〜虐げられた元勇者は未来の世界を余裕で生き抜く〜』 （原作：柑橘ゆすら、集英社〈ヤングジャンプ・コミックス〉、既刊16巻）
  1. 2019年3月19日発売[8]、ISBN 978-4-08-891282-0
  2. 2019年8月19日発売[9]、ISBN 978-4-08-891351-3
  3. 2020年1月17日発売[10]、ISBN 978-4-08-891468-8
  4. 2020年9月18日発売[11]、ISBN 978-4-08-891551-7
  5. 2020年12月18日発売[12]、ISBN 978-4-08-891802-0
  6. 2021年4月19日発売[13]、ISBN 978-4-08-891841-9
  7. 2021年9月17日発売[14]、ISBN 978-4-08-892069-6
  8. 2021年12月17日発売[15]、ISBN 978-4-08-892206-5
  9. 2022年3月18日発売[16]、ISBN 978-4-08-892264-5
  10. 2022年6月17日発売[17]、ISBN 978-4-08-892354-3
  11. 2022年10月19日発売[18]、ISBN 978-4-08-892484-7
  12. 2023年2月17日発売[19]、ISBN 978-4-08-892615-5
  13. 2023年7月19日発売[20]、ISBN 978-4-08-892814-2
  14. 2023年12月19日発売[21]、ISBN 978-4-08-893035-0
  15. 2024年3月18日発売[22]、ISBN 978-4-08-893189-0
  16. 2024年4月18日発売[23]、ISBN 978-4-08-893202-6

#### 成人向け
1. 『Hマンガの女神様』 2002年3月発売、晋遊舎〈晋遊舎コミックス〉、ISBN 4-88380-261-2
2. 『くるり さくら舞います』 2003年5月発売、晋遊舎〈晋遊舎コミックス〉、ISBN 4-88380-346-5
3. 『牝肉の淫臭』 2004年4月初版発行、桜桃書房〈夢雅comics〉、ISBN 4-86105-096-0
4. 『秘密の腿園』 2005年11月初版発行、モエールパブリッシング〈ももまんじるし〉、ISBN 4-903028-29-1
5. 『リボラバ!』 2007年10月発売、オークス〈XOコミック〉、ISBN 978-4-86105-482-2
6. 『ちょっとだけ未来学園にようこそ』 2009年7月10日発売[24]、コアマガジン〈ホットミルクコミックス298〉、ISBN 978-4-86252-628-1